# الهام امامی
الهام امامی FCAHS دانشمند بالینی ایرانی-کانادایی است. او رئیس دانشکده دندانپزشکی و علوم بهداشت دهان دانشگاه مک گیل است. امامی که در ایران به دنیا آمد و بزرگ شد. او در سال ۲۰۰۲ برای ادامهٔ تحصیل در مقطع دکترا و کارشناسی ارشد در دانشگاه مونترآل به کانادا رفت.
امامی در سال ۲۰۱۹ به‌عنوان عضو آکادمی علوم بهداشت کانادا و نظام دندان‌پزشکی کبک انتخاب شد.

## سنین جوانی و تحصیل
زمانی که امامی در سال ۲۰۰۲ به کانادا رفت، ۱۷ سال سابقهٔ کار در دندان‌پزشکی عمومی در ایران را داشت. او دارای دو مدرک از دانشگاه مونترآل است: دکترای علوم زیست‌پزشکی و کارشناسی ارشد توانبخشی پروتز دندان. او همچنین یک پروژهٔ پسادکترا در بهداشت عمومی دندان در دانشگاه مک‌گیل و در اپیدمیولوژی سرطان در دانشگاه مونترآل را به پایان رسانده‌است.